# Nilüfer, Osmangazi
Nilüfer là một xã thuộc quận Osmangazi, tỉnh Bursa, Thổ Nhĩ Kỳ. Dân số thời điểm năm 2011 là 2.105 người.